# Mentofurano
El mentofurano es un compuesto orgánico que se encuentra en una variedad de aceites esenciales incluyendo el de poleo. Es altamente tóxico y se cree que la toxina primaria Pennyroyal es responsable de sus efectos potencialmente mortales. Después de la ingestión de mentofurano, es metabólicamente activa para los reactivos intermedios químicamente que son hepatotóxicos.
Methofuran se produce por biosíntesis a partir de pulegona por la enzima sintasa mentofurano.

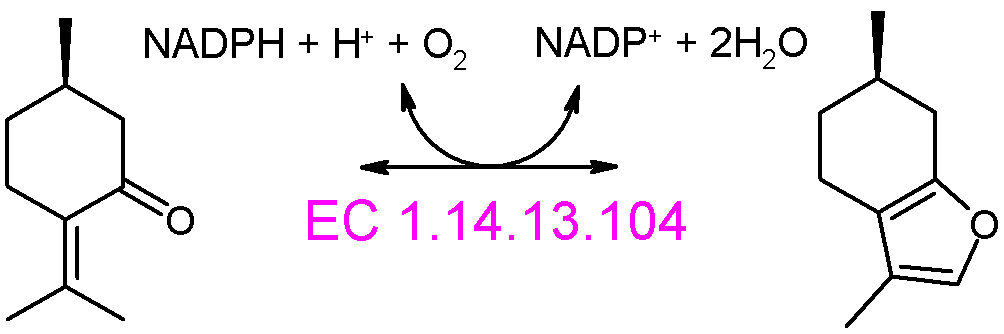
Síntesis de mentofurano convirtiendo pulegona en mentofurano

## Síntesis
Menthofuran se sintetizó a partir de 5-metilciclohexano-1 ,3-diona y bromuro de allenyldimethylsulfonium en dos pasos a través de una nueva estrategia que consiste en la adición de enolato y reordenamiento.